# Střela (Strakonice)
Střela je vesnice, místní část města Strakonice v okrese Strakonice v Jihočeském kraji. Nachází se necelé čtyři kilometry západně od Strakonic; protéká jí potok Kolčavka, který ve vsi napájí Střelský rybník a o několik set metrů dále ústí zleva do řeky Otavy. Ve východním výběžku katastrálního území Střela se nachází též stará osada Virt, která je samostatnou evidenční částí města a rozděluje místní část Střela na dvě části. Vsí prochází silnice I/22 spojující Strakonice a Horažďovice.

## Historie
Prvním majitelem Střely byl v roce 1242 Martin ze Střely, ale první písemná zmínka o hradu s poplužním dvorem pochází až z roku 1318. Na místě zbořeného hradu postavili v roce 1720 jeho majitelé jezuité z Klatov zámek v barokním slohu. Jedná se o jednopatrovou budovu s půdorysem ve tvaru písmene D a pozdně barokním průčelím. Uvnitř jsou zachovány unikátní parkety. Později byla na zámku zvláštní škola s internátem a nakonec okresní archiv. Dnes patří zámek Střela s parkem opět do soukromého vlastnictví.

## Obyvatelstvo
| Rok            | 1869 | 1880 | 1890 | 1900 | 1910 | 1921 | 1930 | 1950 | 1961 | 1970 | 1980 | 1991 | 2001 | 2011 | 2021 |
| -------------- | ---- | ---- | ---- | ---- | ---- | ---- | ---- | ---- | ---- | ---- | ---- | ---- | ---- | ---- | ---- |
| Počet obyvatel | 145  | 151  | 131  | 108  | 102  | 129  | 142  | 118  | 115  | 107  | 114  | 66   | 50   | 46   | 85   |
| Počet domů     | 25   | 27   | 27   | 25   | 25   | 27   | 28   | 30   | 30   | 29   | 28   | 29   | 30   | 32   | 41   |

## Obecní správa
Při sčítání lidu v letech 1869–1949 Střela byla osadou obce Dražejov v okrese Strakonice. Od roku 1950 je částí města Strakonice ve stejnojmenném okrese.

## Pamětihodnosti
Nad vesnicí stojí stejnojmenný zámek se zříceninou hradu z počátku 14. století. K zámku přiléhá barokní zámecká kaple a část zříceniny hradu. Zámek a sýpka pod ním jsou chráněny jako Kulturní památky ČR.

## Galerie

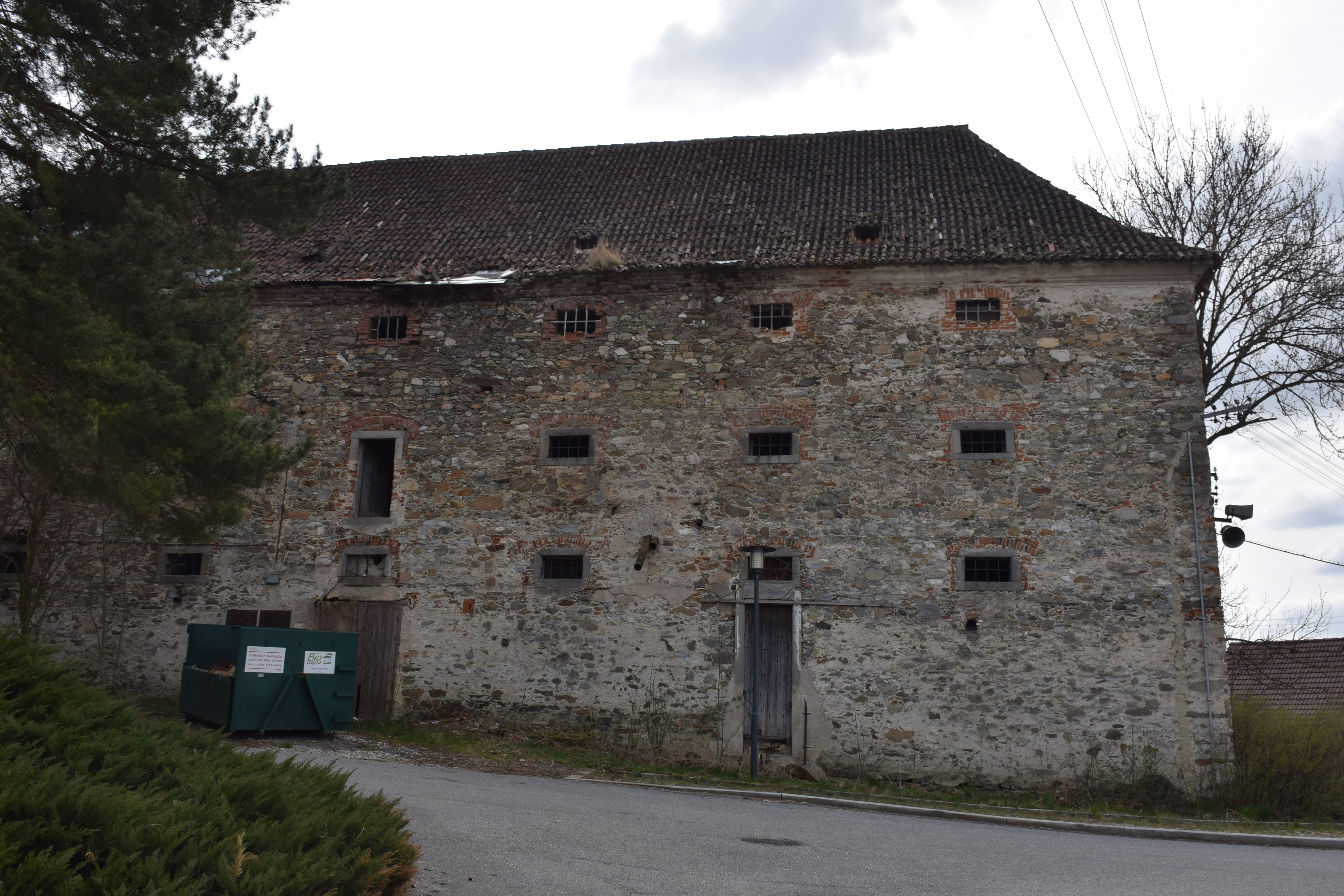
Bývalá sýpka
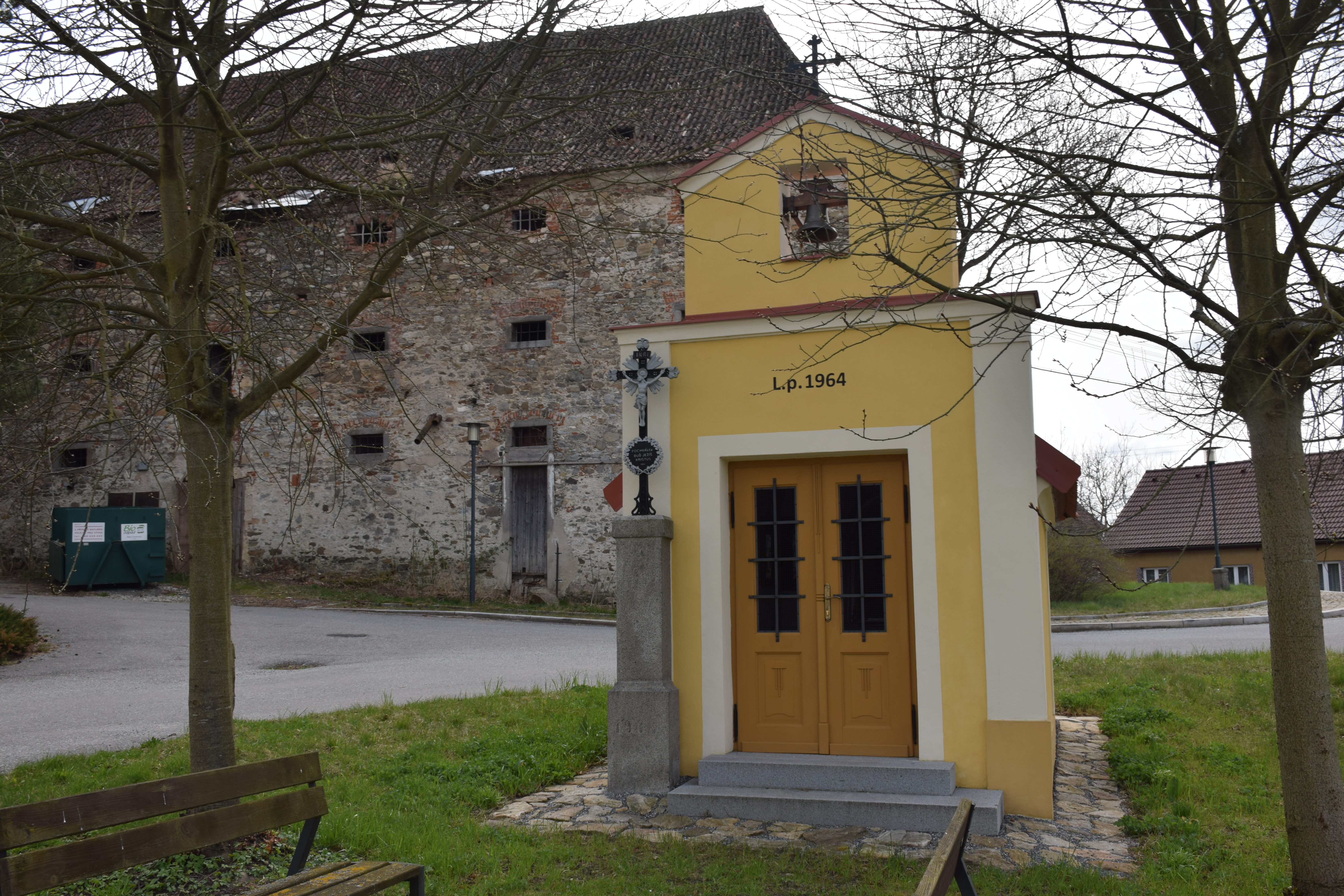
Kaplička
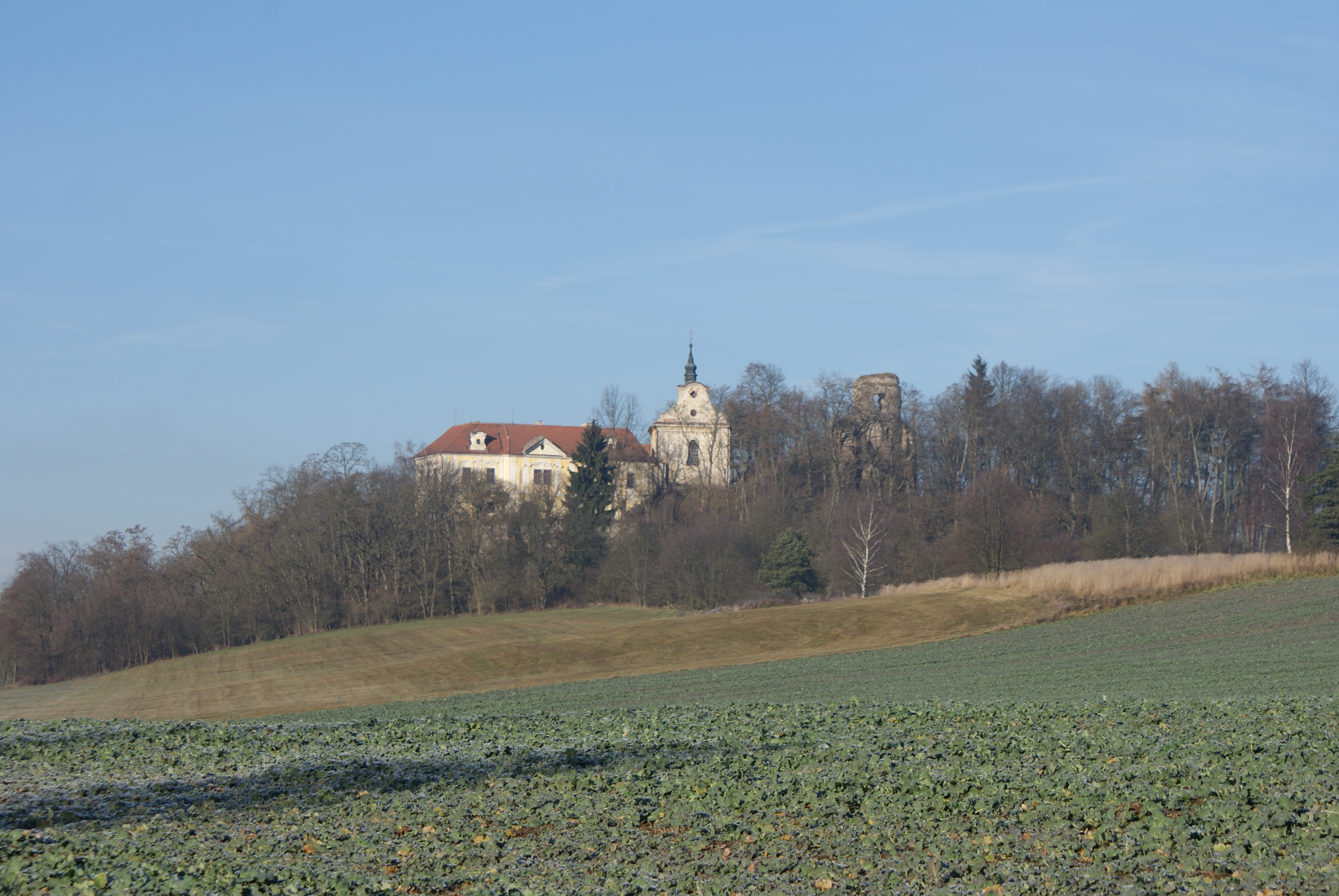
Zámek